# Metagonia strinatii
Metagonia strinatii är en spindelart som först beskrevs av Brignoli 1972.  Metagonia strinatii ingår i släktet Metagonia och familjen dallerspindlar. Inga underarter finns listade i Catalogue of Life.